# Маньчжуро-корейская война (1636—1637)
Маньчжуро-корейская война 1636—1637 — вооруженный конфликт между Кореей и маньчжурами, завершившийся признанием Кореей вассальной зависимости от империи Цин.
После окончания предыдущей маньчжуро-корейской войны отношения между странами нормализовались, но ненадолго. Корейская правящая верхушка видела в союзе с маньчжурами измену принципам традиционной политики, и до конца не верила в возможность поражения Минов. Уже весной 1631 корейский двор недопоставил дань, что вызвало сильное недовольство у хана Абахая. Этот конфликт уладили, но летом маньчжуры потребовали у корейцев предоставить корабли для нового наступления на Китай, и получили отказ. В качестве наказания Абахай в 10 раз увеличил размеры дани. В дальнейшем отношения двух стран продолжали ухудшаться. Корейцы отказывались помогать маньчжурам в войне с Китаем, и снабжали припасами минские войска, а маньчжуры, в свою очередь, совершали набеги на приграничные территории.
После окончательного разгрома Чахарского Лигдэн-хана и подчинения Южной Монголии в 1635, Абахай начал подготовку к новому наступлению на Китай. Для этого следовало обеспечить тыл, решив корейскую проблему. В марте 1636 Абахай принял титул «Сына неба» (хуанди), ставивший его вровень с китайским императором. В Корею был направлен посол, но ван Инджо отказался его принять, так как это означало бы признать себя вассалом новоявленного императора. Отношения стремительно обострялись, и в последние дни декабря маньчжурский правитель начал войну. На этот раз он сам встал во главе 130-тыс. армии. Корейские войска и население оказывали упорное сопротивление, но остановить продвижение такого войска не могли. Уже 5 января маньчжуры подошли к Ыйчжу. 9 января отряды бэйлэ Йто подошли к Пхеньяну, командующий гарнизоном которого бежал из города. Жители вступили в переговоры с противником, и это позволило вану ускользнуть из столицы. Маньчжуры бросились за ним в погоню, 11 января подступили к горной крепости Намхансан, к югу от Сеула, где укрылся корейский правитель, и осадили её. Другие части развернули наступление на разных направлениях, взяв и разграбив Пхеньян, Анчжу, острова Кадо, Чхольсан и др..
К концу января сопротивление корейских войск в районе Намхансана было сломлено, 23-тыс. армия была разгромлена маньчжурами. Войска Абахая переправились на остров Канхвадо, где захватили семьи вана и его сановников. Узнав об этом, Инджо 11 февраля 1637 капитулировал, прибыл в маньчжурский лагерь и на коленях выслушал волю победителя.
На этот раз условия мира были более жесткими. Корея прекращала сношения с Минской империей, отказывалась от минского летоисчисления и принимала цинское, двое сыновей вана и сыновья его сановников отправлялись ко двору Абахая в качестве заложников. Размеры дани были увеличены, Корея обязалась помогать Цинам в войне с Китаем. Сразу же после подписания мира к острову Кадо были направлены 50 корейских кораблей и войска. Корейцам запретили строить новые городские стены и ремонтировать старые, а торговать, кроме маньчжуров, им разрешалось только с Японией.
Минский военачальник Шэнь Шикуй был надежно защищен укреплениями острова Ка и больше месяца отбивал атаки нападавших с помощью тяжелой артиллерии. В конце концов, перебежчики из Мин и Чосон, включая Кун Юдэ, высадили 70 лодок на восточной стороне острова и отвлекли его гарнизон в этом направлении. Однако на следующее утро он обнаружил, что Цинские войска, "которые, казалось, улетели", высадились в его тылу в северо-западном углу острова посреди ночи. Шэнь отказался сдаться, но был схвачен и обезглавлен Аджиге. По официальным данным, потери составили по меньшей мере 10 000 человек, выживших было немного. Затем генерал Мин Ян Сычан вывел оставшиеся войска Мин в Денглай на севере Шаньдуна.
На стороне Кореи в этой войне впервые сражались европейцы, три голландских моряка, потерпевших кораблекрушение и принятых на службу в качестве артиллерийских специалистов. Двое из них погибли.